# Pacaembu (kommun)
Pacaembu är en kommun i Brasilien.   Den ligger i delstaten São Paulo, i den södra delen av landet, 700 km sydväst om huvudstaden Brasília. Antalet invånare är 12 934.
Följande samhällen finns i Pacaembu:
- Pacaembu

Trakten runt Pacaembu består i huvudsak av gräsmarker. Runt Pacaembu är det glesbefolkat, med 20 invånare per kvadratkilometer.